# Roda (Grimma)
Roda ist ein Dorf im Landkreis Leipzig in Sachsen. Politisch gehört der Ort seit Anfang 2012 zu Grimma. Er liegt an der Kreisstraße 8324 zwischen Mutzschen und Cannewitz.
Urkundlich wurde Roda 1439 das erste Mal als „zum Rode“ genannt. Weitere Nennungen waren:
- 1522: Rode
- 1523: zum Rade
- 1529: Roda
- 1551: Rodaw
- 1875: Roda b. Grimma

Am 1. Januar 1971 wurde Roda nach Mutzschen eingemeindet. Mit Eingemeindung von Mutzschen nach Grimma am 1. Januar 2012 wurde Roda ein Gemeindeteil von Letzterem.

## Entwicklung der Einwohnerzahl
| Jahr | Einwohnerzahl                              |
| ---- | ------------------------------------------ |
| 1551 | 18 besessene Mann, 17 Inwohner             |
| 1764 | 20 besessene Mann, 14 Häusler, 8 1⁄4 Hufen |
| 1834 | 254                                        |
| 1871 | 330                                        |

| Jahr | Einwohnerzahl |
| ---- | ------------- |
| 1890 | 291           |
| 1910 | 275           |
| 1925 | 279           |
| 1939 | 243           |

| Jahr | Einwohnerzahl |
| ---- | ------------- |
| 1946 | 394           |
| 1950 | 353           |
| 1964 | 249           |

## Mit Roda verbundene Persönlichkeiten
- Dietrich Burger (* 1935), Maler und Grafiker